# Паудерлі (Техас)
Паудерлі (англ. Powderly) — переписна місцевість (CDP) в США, в окрузі Ламар штату Техас. Населення — 1261 особа (2020).

## Географія
Паудерлі розташоване за координатами 33°48′31″ пн. ш. 95°30′13″ зх. д. / 33.80861° пн. ш. 95.50361° зх. д. (33.808493, -95.503525).  За даними Бюро перепису населення США в 2010 році переписна місцевість мала площу 19,24 км², з яких 18,76 км² — суходіл та 0,48 км² — водойми.

## Демографія
Згідно з переписом 2010 року, у переписній місцевості мешкало 1178 осіб у 481 домогосподарстві у складі 359 родин. Густота населення становила 61 особа/км².  Було 526 помешкань (27/км²).
Расовий склад населення:
| - 93,9 % — білих - 2,2 % — корінних американців - 1,4 % — чорних або афроамериканців - 0,1 % — азіатів |

До двох чи більше рас належало 1,7 %. Частка іспаномовних становила 2,2 % від усіх жителів.
За віковим діапазоном населення розподілялося таким чином: 21,0 % — особи молодші 18 років, 58,7 % — особи у віці 18—64 років, 20,3 % — особи у віці 65 років та старші. Медіана віку мешканця становила 45,9 року. На 100 осіб жіночої статі у переписній місцевості припадало 94,4 чоловіків;  на 100 жінок у віці від 18 років та старших — 93,6 чоловіків також старших 18 років.
Середній дохід на одне домашнє господарство  становив 62 423 долари США (медіана — 52 880), а середній дохід на одну сім'ю — 69 785 доларів (медіана — 58 083). За межею бідності перебувало 10,5 % осіб, у тому числі 16,9 % дітей у віці до 18 років та 0,0 % осіб у віці 65 років та старших.
Цивільне працевлаштоване населення становило 303 особи. Основні галузі зайнятості: освіта, охорона здоров'я та соціальна допомога — 47,2 %, виробництво — 10,9 %, роздрібна торгівля — 6,6 %, фінанси, страхування та нерухомість — 6,3 %.